# Verve EP
Albums de The Verve
Voyager 1 EP
(1993)
Singles
1. She's A Superstar
Sortie : 25 mai 1992
2. Gravity Grave
Sortie : 5 octobre 1992

Verve EP est la première publication du groupe de rock psychédélique anglais, Verve, appelé par la suite The Verve, sortie en décembre 1992 sur Vernon Yard Recordings aux États-Unis et Hut Records au Royaume-Uni. Ce maxi comporte des chansons qui ne sont jamais apparues sur les albums studio suivant de The Verve. Les deux singles de l'EP réapparaîtront cependant des compilations postérieures, Gravity Grave sur la compilation de faces-B No Come Down, et She's A Superstar et Gravity Grave sur la compilation de singles This Is Music: The Singles 92-98, en version "Edit".
Le style de l'EP est fortement shoegazing, genre s'approchant du rock psychédélique et du space rock, prédécesseur du courant Britpop qui naquit quelques années plus tard. Les travaux expérimentaux de guitare de Nick McCabe sont assez marqués, que ce soit sur les distorsions de She's A Superstar ou sur les échos de Man Called Sun. Le dernier morceau, Feel, est une longue composition de plus de 10 minutes très marquée par le space rock, avec des relents de rock progressif, que Noel Gallagher a qualifié de "tout simplement géniale".

## Liste des titres
1. Gravity Grave (Edit) – 4:27
2. Man Called Sun – 5:45
3. She's a Superstar (Edit) – 5:03
4. Endless Life – 5:32
5. Feel – 10:42

## Singles
- She's a Superstar (25 mai 1992), n°1 aux UK Indie Charts
- Gravity Grave (5 octobre 1992), n°1 aux UK Indie Charts